# Welsh Springer Spaniel
Le Welsh Springer Spaniel est une race de chien originaire du Pays de Galles. C'est un chien de chasse rapporteur de gibier, bâti pour l’endurance et le travail pénible. C'est un chien de taille moyenne, avec des oreilles tombantes en forme de feuille de vigne, une robe au poil soyeux couleur rouge et blanc.

## Historique
Une indication sur l'ancienneté possible de cette race nous est fournie par un manuscrit du XVIe siècle se rapportant à ce qui pourrait être un ancêtre du Welsh Springer.

## Caractéristiques
C'est un chien de taille moyenne, avec un crâne légèrement bombé, construit en longueur avec un stop bien marqué. La longue encolure doit être bien musclée. La robe soyeuse et dense, jamais ondoyante ni bouclée ; la seule couleur admise est le rouge et blanc.